# فلز بعد انتقالي

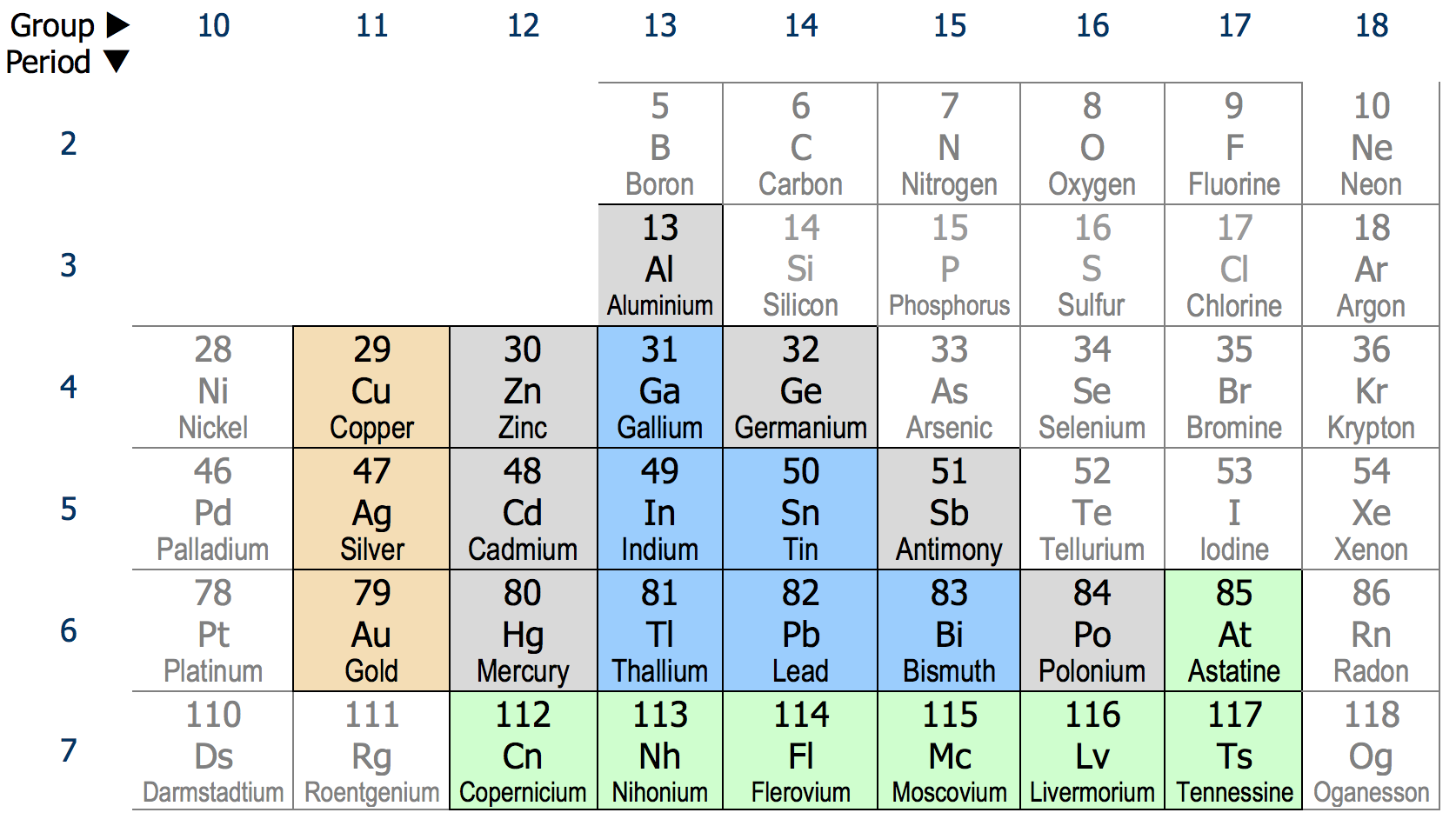
الفلزات بعد الانتقالية (أكثر التوافق على العناصر الملونة بالأزرق تليها الملونة بالرمادي).

الفلزات بعد الانتقالية هي العناصر الفلزية ذات المستوى الفرعى p الواقعة بين أشباه الفلزات والفلزات الانتقالية. وهي ذات كهرسلبية أكبر من الفلزات الانتقالية، ولكن أقل من الفلزات القلوية والفلزات القلوية الترابية. درجات الانصهار والغليان بصفة عامة أقل من الفلزات الانتقالية، كما أنها أيضا أقل صلابة.
الفلزات الضعيفة هي : الألومنيوم والغاليوم والإنديوم والقصدير والثاليوم والرصاص والبزموث. العناصر من 113 إلى 116 تم وضعها ضمن هذه المجموعة وتحتوي على العناصر التالية: نيهونيوم، فليروفيوم، موسكوفيوم، ليفرموريوم.